# Postumanism
Postumanismulsau postumanismul (însemnând „după umanism” sau „dincolo de umanism”) este o idee din filosofia continentală și teoria critică care răspunde prezenței antropocentrismului în gândirea secolului XXI. Acesta cuprinde o mare varietate de ramuri, inclusiv:
Antiumanismul: o ramură a teoriei care critică umanismul tradițional și ideile tradiționale despre condiția umană, vitalitate și agenție.
Postumanismul cultural: o ramură a teoriei culturale critică ipotezele fundamentale ale umanismului și moștenirea sa, care examinează și pune sub semnul întrebării noțiunile istorice de „uman” și „natura umană”, provocând adesea noțiunile tipice de subiectivitate și întruchipare umană și se străduiește să treacă dincolo de arhaic. concepte de „natura umană” să dezvolte unele care se adaptează constant la cunoștințele tehnosștiințifice contemporane.
Postumanismul filozofic: o direcție filosofică care se bazează pe postumanismul cultural, componenta filosofică examinează implicațiile etice ale extinderii cercului de preocupare morală și extinderii subiectivităților dincolo de specia umană.
Condiția postumană: deconstrucția condiției umane de către teoreticienii critici.
Transumanismul postuman: o ideologie și o mișcare transumană care, pornind de la filozofia postumanistă, urmărește să dezvolte și să pună la dispoziție tehnologii care să permită nemurirea și să îmbunătățească semnificativ capacitățile intelectuale, fizice și psihologice umane pentru a realiza un „viitor postuman”.
Preluarea AI: o variantă a transumanismului în care oamenii nu vor fi îmbunătățiți, ci mai degrabă înlocuiți în cele din urmă cu inteligențe artificiale. Unii filozofi și teoreticieni, inclusiv Nick Land, promovează opinia conform căreia oamenii ar trebui să îmbrățișeze și să accepte eventuala lor dispariție ca o consecință a unei singularități tehnologice. Acest lucru este legat de viziunea „cosmismului”, care susține construirea unei inteligențe artificiale puternice, chiar dacă poate atrage sfârșitul umanității, deoarece, în opinia lor, „ar fi o tragedie cosmică dacă omenirea îngheață evoluția la nivelul uman micuț”.
Voluntary Human Extinction, care caută un „viitor postuman” care în acest caz este un viitor fără oameni.